# Ковальковский, Константин Петрович
Константин Петрович Ковальковский (1854—1899) — российский медик-гигиенист, профессор Варшавского университета.

## Биография
Родился 29 марта (10 апреля) 1854 года.
В 1875 году с серебряной медалью окончил Черниговскую гимназию и поступил в Военно-медицинскую академию; ещё студентом, стал публиковать самостоятельные работы по гигиене: «О содержании углекислоты в воздухе казарм», «Об упрощенном способе определения удельного веса почвы» и др.), за которые, при окончании обучения в 1880 годы был удостоен золотой медали. Был прикомандирован к академии до открытия в ней должности ассистента при кафедре гигиены, что произошло в 1882 году.
За диссертацию «Способы количественного определения низших организмов в воздухе» (СПб., 1885) он был удостоен степени доктора медицины. В 1886 году был избран приват-доцентом и преподавал гигиену в фельдшерских школах.
С 1887 года преподавал в Варшавском университета, сначала как экстраординарный профессор; с 1889 года был ординарным профессором университета.
Опубликовал свыше 20 оригинальных трудов на русском, немецком и французском языках, из которых особенного внимания заслуживают его «Дезинфекция и ее применения», выдержавшая 2 издания, и «Основы гигиены» (Варшава: тип. К. Ковалевского, 1894). Кроме того им, и под его редакцией, были переведены несколько капитальных трудов. С 1890 года он регулярно печатал многочисленные рефераты по различным вопросам гигиены и бактериологии. Его работы относятся не только к научной гигиене, но и затрагивали самые разнообразные санитарно-общественные вопросы.
Умер 17 (29) августа 1899 года. Похоронен в селе Афанасово Костромского уезде Костромской губернии.